# Le Grec
Cet article possède un paronyme, voir Le G.R.E.C..
Le Grec est un roman de Pierre Rey publié en 1972.

## Résumé
En 1952 à 49 ans, Socrate (le Grec), armateur richissime, revient voir sa mère Tina, après 33 ans mais elle le chasse. A 38 ans, il a épousé Lena, 17. Herman, concurrent de Socrate et mari d'Irène, sœur adoptive de Lena, fait faire un reportage sur Tina par Raph pour le faire chanter. Socrate fait faire un contre-reportage truqué, se rachète, et passe un super contrat avec un émir. Tina meurt. Socrate achète le plus beau yacht du monde à Hambourg. Lena le quitte et il se met avec Olympe. Herman va pour épouser Lena mais renonce lors de la cérémonie. Olympe fait perdre 10 millions à Socrate et il la quitte. En 68 il épouse Peggy. Herman tue Irène et joue le suicide. Socrate explique à son fils Ulysse pourquoi il a abandonné Tina. Achille meurt en cherchant ses cendres et Socrate y meurt aussi. Herman épouse Peggy.